# Woodiphora verticalis
Woodiphora verticalis är en tvåvingeart som beskrevs av Liu 2001. Woodiphora verticalis ingår i släktet Woodiphora och familjen puckelflugor. Inga underarter finns listade i Catalogue of Life.